# Volby do zastupitelstev krajů v Česku 2008

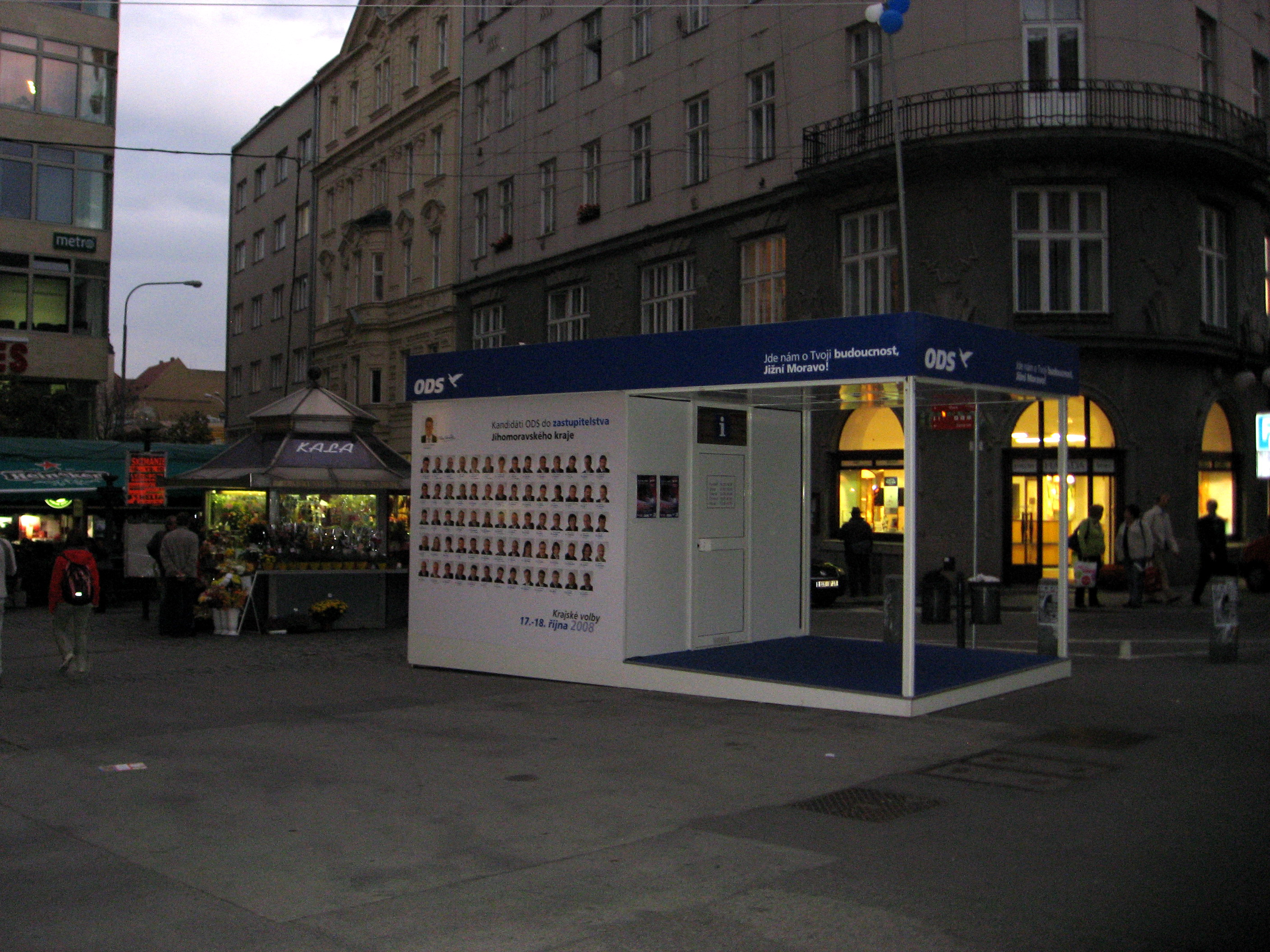
Propagační stánek ODS s fotografiemi kandidátů do jihomoravského zastupitelstva v centru Brna

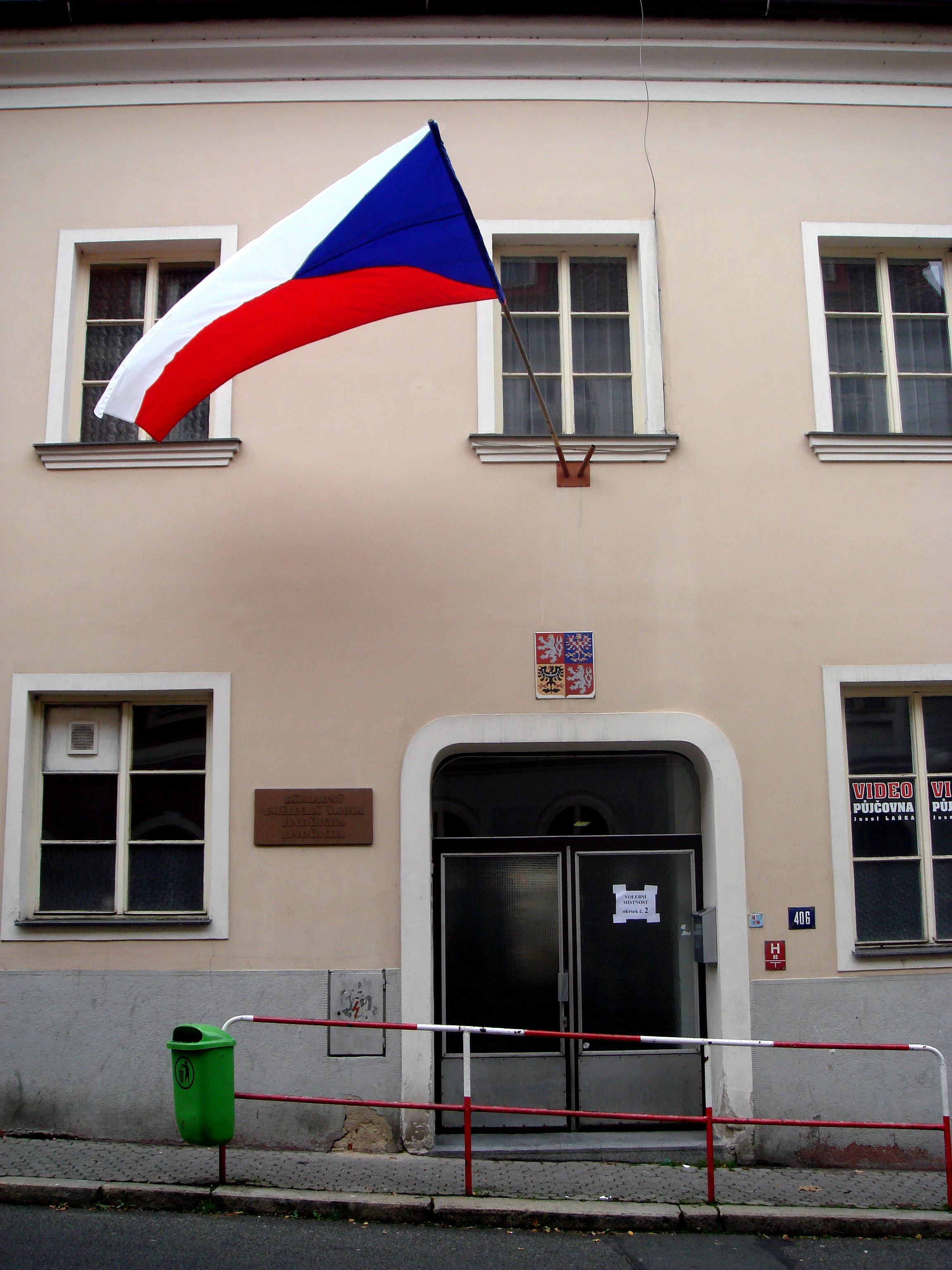
Vchod do ZUŠ v ulici Jindřicha Jindřicha v Židovské ulici v Chebu, kde sídlil 2. ze 32 volebních okrsků ve městě

Volby do zastupitelstev krajů se v roce 2008 uskutečnily společně s prvním kolem voleb do Senátu 17. a 18. října; termín vyhlásil prezident České republiky 16. července. Volilo se ve 13 krajích mimo hlavní město Prahu, kde je v postavení zastupitelstva kraje zastupitelstvo města zvolené před 2 roky.
Ve srovnání s předchozími krajskými volbami byla účast voličů nečekaně vysoká (40,3 %). Díky tomu ve všech krajích překvapivě zvítězila Česká strana sociálně demokratická, která spolu s KSČM získala většinu křesel (i v několika krajích, kde ostatní úspěšné strany měly dohromady více hlasů; způsob přepočtu posiluje velké strany). To znamená, že Občanská demokratická strana, která dosud měla 12 hejtmanů, nebyla schopna vytvořit žádnou koalici (jinak než jako slabší partner ČSSD); naopak ČSSD byla na spolupráci s KSČM odkázána pouze ve 3 krajích a v ostatních mohla uzavřít koalice s menšími stranami.
První taková byla oznámena na Liberecku, ta se však při jednání rozpadla. Koalice s KDU-ČSL a SNK ED uzavřela ČSSD v Pardubickém a Královéhradeckém kraji; v Plzeňském, Středočeském a kraji Vysočina ji podpořila KSČM, v Moravskoslezském kraji byly obě strany v přímé koalici, v Karlovarském navíc s místním hnutím Doktoři (za uzdravení společnosti). V Olomouckém a Zlínském kraji vznikla koalice ČSSD s ODS a KDU-ČSL. Ve zbylých čtyřech krajích se 13. listopadu, kdy byli zvoleni první noví hejtmani v Hradci Králové a Zlíně, stále jednalo. V Jihočeském a Jihomoravském kraji vznikla velká koalice ČSSD s ODS (na jižní Moravě se ale rozpadla odchodem ODS z koalice v červnu 2010 ), v Ústeckém také (doplněna o přeběhlíka z hnutí Severočeši.cz) a v Libereckém hodlala ČSSD hledat podporu ad hoc.

## Výsledky hlasování

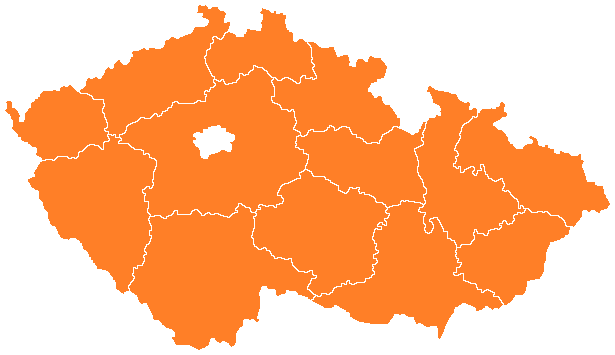
Mapa výsledků

Přehled výsledků politických stran, které jako samostatně kandidující získaly v celorepublikovém součtu více než 1% hlasů. U stran, které kandidovaly v některých krajích v koalici, nejsou tyto hlasy započítány.
| Strana | Strana  | Hlasů     | %     | počet krajů, kde se zúčastnila (samostatně + v koalici) |
| ------ | ------- | --------- | ----- | ------------------------------------------------------- |
|        | ČSSD    | 1 044 719 | 35,85 | 13                                                      |
|        | ODS     | 687 005   | 23,57 | 13                                                      |
|        | KSČM    | 438 024   | 15,03 | 13                                                      |
|        | KDU-ČSL | 193 911   | 6,65  | 6 (+6)                                                  |
|        | SZ      | 92 057    | 3,15  | 13                                                      |
|        | SNK ED  | 36 719    | 1,26  | 5 (+6)                                                  |
|        | NSK     | 35 584    | 1,22  | 3 (+1)                                                  |
|        | SČ      | 31 910    | 1,09  | 1                                                       |

### Souhrnné výsledky
| Procentní výsledky kandidátek podle krajů (pořadí stran podle volebního čísla) | Procentní výsledky kandidátek podle krajů (pořadí stran podle volebního čísla) | Procentní výsledky kandidátek podle krajů (pořadí stran podle volebního čísla) | Procentní výsledky kandidátek podle krajů (pořadí stran podle volebního čísla) | Procentní výsledky kandidátek podle krajů (pořadí stran podle volebního čísla) | Procentní výsledky kandidátek podle krajů (pořadí stran podle volebního čísla) | Procentní výsledky kandidátek podle krajů (pořadí stran podle volebního čísla) | Procentní výsledky kandidátek podle krajů (pořadí stran podle volebního čísla) | Procentní výsledky kandidátek podle krajů (pořadí stran podle volebního čísla) | Procentní výsledky kandidátek podle krajů (pořadí stran podle volebního čísla) | Procentní výsledky kandidátek podle krajů (pořadí stran podle volebního čísla) | Procentní výsledky kandidátek podle krajů (pořadí stran podle volebního čísla) | Procentní výsledky kandidátek podle krajů (pořadí stran podle volebního čísla) | Procentní výsledky kandidátek podle krajů (pořadí stran podle volebního čísla) | Procentní výsledky kandidátek podle krajů (pořadí stran podle volebního čísla) |
|                                                                                | Středo- český                                                                  | Jiho- český                                                                    | Plzeň- ský                                                                     | Karlo- varský                                                                  | Ústecký                                                                        | Libe- recký                                                                    | Králové- hradecký                                                              | Pardu- bický                                                                   | Vyso- čina                                                                     | Jiho- moravský                                                                 | Olo- moucký                                                                    | Zlín- ský                                                                      | Moravsko- slezský                                                              | ČR                                                                             |
| ------------------------------------------------------------------------------ | ------------------------------------------------------------------------------ | ------------------------------------------------------------------------------ | ------------------------------------------------------------------------------ | ------------------------------------------------------------------------------ | ------------------------------------------------------------------------------ | ------------------------------------------------------------------------------ | ------------------------------------------------------------------------------ | ------------------------------------------------------------------------------ | ------------------------------------------------------------------------------ | ------------------------------------------------------------------------------ | ------------------------------------------------------------------------------ | ------------------------------------------------------------------------------ | ------------------------------------------------------------------------------ | ------------------------------------------------------------------------------ |
| KSČM                                                                           | 13,75                                                                          | 15,94                                                                          | 17,53                                                                          | 17,45                                                                          | 18,39                                                                          | 13,89                                                                          | 13,47                                                                          | 13,00                                                                          | 15,72                                                                          | 14,41                                                                          | 15,80                                                                          | 11,18                                                                          | 15,92                                                                          | 15,03                                                                          |
| Šance pro náš kraj                                                             | -                                                                              | -                                                                              | -                                                                              | -                                                                              | -                                                                              | -                                                                              | -                                                                              | -                                                                              | -                                                                              | -                                                                              | 3,20                                                                           | -                                                                              | -                                                                              | 0,21                                                                           |
| SNK ED                                                                         | -                                                                              | 4,92                                                                           | -                                                                              | -                                                                              | 1,54                                                                           | -                                                                              | 6,02                                                                           | -                                                                              | 3,79                                                                           | 1,39                                                                           | -                                                                              | -                                                                              | -                                                                              | 1,26                                                                           |
| Strana drobných živnostníků a podnikatelů                                      | Strana drobných živnostníků a podnikatelů                                      | Strana drobných živnostníků a podnikatelů                                      | -                                                                              | -                                                                              | -                                                                              | -                                                                              | -                                                                              | 1,20                                                                           | -                                                                              | -                                                                              | -                                                                              | -                                                                              | -                                                                              | 0,07                                                                           |
| STŘEDOČEŠI                                                                     | 1,64                                                                           | -                                                                              | -                                                                              | -                                                                              | -                                                                              | -                                                                              | -                                                                              | -                                                                              | -                                                                              | -                                                                              | -                                                                              | -                                                                              | -                                                                              | 0,22                                                                           |
| Zelení                                                                         | -                                                                              | -                                                                              | 0,27                                                                           | -                                                                              | -                                                                              | -                                                                              | -                                                                              | -                                                                              | -                                                                              | -                                                                              | -                                                                              | -                                                                              | -                                                                              | 0,02                                                                           |
| Volba pro kraj                                                                 | -                                                                              | -                                                                              | -                                                                              | -                                                                              | -                                                                              | -                                                                              | 4,95                                                                           | -                                                                              | -                                                                              | -                                                                              | -                                                                              | -                                                                              | -                                                                              | 0,31                                                                           |
| S.O.S. pro kraj                                                                | -                                                                              | -                                                                              | -                                                                              | -                                                                              | -                                                                              | -                                                                              | -                                                                              | 0,41                                                                           | -                                                                              | -                                                                              | -                                                                              | -                                                                              | -                                                                              | 0,02                                                                           |
| Nezávislí starostové pro kraj                                                  | 5,73                                                                           | -                                                                              | -                                                                              | -                                                                              | -                                                                              | -                                                                              | -                                                                              | 3,66                                                                           | -                                                                              | -                                                                              | 3,32                                                                           | -                                                                              | -                                                                              | 1,22                                                                           |
| Severočeši.cz                                                                  | -                                                                              | -                                                                              | -                                                                              | -                                                                              | 13,20                                                                          | -                                                                              | -                                                                              | -                                                                              | -                                                                              | -                                                                              | -                                                                              | -                                                                              | -                                                                              | 1,09                                                                           |
| Koalice pro Pardubický kraj                                                    | Koalice pro Pardubický kraj                                                    | Koalice pro Pardubický kraj                                                    | -                                                                              | -                                                                              | -                                                                              | -                                                                              | -                                                                              | 18,59                                                                          | -                                                                              | -                                                                              | -                                                                              | -                                                                              | -                                                                              | 1,10                                                                           |
| KDU-ČSL                                                                        | -                                                                              | 6,95                                                                           | -                                                                              | -                                                                              | -                                                                              | -                                                                              | -                                                                              | -                                                                              | 10,81                                                                          | 23,89                                                                          | 8,75                                                                           | 13,35                                                                          | 7,10                                                                           | 6,65                                                                           |
| NEZÁVISLÍ                                                                      | -                                                                              | -                                                                              | -                                                                              | -                                                                              | -                                                                              | -                                                                              | 3,56                                                                           | -                                                                              | -                                                                              | 1,89                                                                           | 2,21                                                                           | -                                                                              | -                                                                              | 0,61                                                                           |
| Starostové pro Liberecký kraj                                                  | Starostové pro Liberecký kraj                                                  | Starostové pro Liberecký kraj                                                  | -                                                                              | -                                                                              | -                                                                              | 13,78                                                                          | -                                                                              | -                                                                              | -                                                                              | -                                                                              | -                                                                              | -                                                                              | -                                                                              | 0,61                                                                           |
| Koalice nestraníků                                                             | -                                                                              | -                                                                              | -                                                                              | -                                                                              | -                                                                              | -                                                                              | -                                                                              | -                                                                              | -                                                                              | -                                                                              | -                                                                              | 3,18                                                                           | -                                                                              | 0,21                                                                           |
| Masarykova demokratická strana                                                 | Masarykova demokratická strana                                                 | -                                                                              | -                                                                              | -                                                                              | 0,26                                                                           | -                                                                              | -                                                                              | -                                                                              | -                                                                              | -                                                                              | -                                                                              | -                                                                              | -                                                                              | 0,02                                                                           |
| Strana zelených                                                                | 3,00                                                                           | 3,40                                                                           | 3,81                                                                           | 2,64                                                                           | 4,29                                                                           | 4,94                                                                           | 3,97                                                                           | 2,40                                                                           | 2,65                                                                           | 3,64                                                                           | 2,73                                                                           | 2,07                                                                           | 2,14                                                                           | 3,15                                                                           |
| Moravané                                                                       | -                                                                              | 0,20                                                                           | -                                                                              | -                                                                              | -                                                                              | -                                                                              | -                                                                              | 0,13                                                                           | 0,16                                                                           | 0,89                                                                           | 0,94                                                                           | 0,89                                                                           | 0,77                                                                           | 0,37                                                                           |
| Dělnická strana – NE americkému radaru!                                        | -                                                                              | -                                                                              | 1,47                                                                           | -                                                                              | -                                                                              | -                                                                              | -                                                                              | -                                                                              | -                                                                              | -                                                                              | -                                                                              | -                                                                              | -                                                                              | 0,09                                                                           |
| Dohoda pro změnu                                                               | Dohoda pro změnu                                                               | 0,51                                                                           | -                                                                              | -                                                                              | -                                                                              | -                                                                              | -                                                                              | -                                                                              | -                                                                              | -                                                                              | -                                                                              | -                                                                              | 0,03                                                                           |                                                                                |
| Národní socialisté a rozumní                                                   | Národní socialisté a rozumní                                                   | Národní socialisté a rozumní                                                   | -                                                                              | -                                                                              | -                                                                              | 0,41                                                                           | -                                                                              | -                                                                              | -                                                                              | -                                                                              | -                                                                              | -                                                                              | -                                                                              | 0,01                                                                           |
| Nezávislí demokraté                                                            | -                                                                              | -                                                                              | 1,16                                                                           | -                                                                              | -                                                                              | -                                                                              | -                                                                              | -                                                                              | -                                                                              | -                                                                              | -                                                                              | -                                                                              | -                                                                              | 0,07                                                                           |
| Osobnosti kraje                                                                | -                                                                              | -                                                                              | -                                                                              | -                                                                              | -                                                                              | -                                                                              | -                                                                              | -                                                                              | -                                                                              | -                                                                              | -                                                                              | -                                                                              | 2,96                                                                           | 0,38                                                                           |
| Doktoři (za uzdravení společnosti)                                             | Doktoři (za uzdravení společnosti)                                             | 1,47                                                                           | -                                                                              | 9,56                                                                           | -                                                                              | -                                                                              | -                                                                              | -                                                                              | -                                                                              | -                                                                              | -                                                                              | -                                                                              | -                                                                              | 0,37                                                                           |
| ČSNS                                                                           | -                                                                              | -                                                                              | 0,38                                                                           | -                                                                              | -                                                                              | -                                                                              | -                                                                              | -                                                                              | -                                                                              | 0,29                                                                           | -                                                                              | -                                                                              | -                                                                              | 0,06                                                                           |
| Národní strana                                                                 | 0,41                                                                           | -                                                                              | -                                                                              | -                                                                              | -                                                                              | -                                                                              | -                                                                              | -                                                                              | -                                                                              | -                                                                              | -                                                                              | -                                                                              | 0,28                                                                           | 0,09                                                                           |
| Nejen hasiči a živnostníci pro kraj                                            | 0,61                                                                           | -                                                                              | -                                                                              | -                                                                              | -                                                                              | -                                                                              | -                                                                              | -                                                                              | -                                                                              | -                                                                              | -                                                                              | -                                                                              | -                                                                              | 0,08                                                                           |
| Koalice pro Liberecký kraj                                                     | Koalice pro Liberecký kraj                                                     | Koalice pro Liberecký kraj                                                     | -                                                                              | -                                                                              | -                                                                              | 3,84                                                                           | -                                                                              | -                                                                              | -                                                                              | -                                                                              | -                                                                              | -                                                                              | -                                                                              | 0,17                                                                           |
| Strana pro otevřenou společnost                                                | Strana pro otevřenou společnost                                                | Strana pro otevřenou společnost                                                | 1,60                                                                           | –                                                                              | –                                                                              | 6,12                                                                           | –                                                                              | –                                                                              | –                                                                              | –                                                                              | –                                                                              | –                                                                              | –                                                                              | 0,37                                                                           |
| SZR                                                                            | 0,82                                                                           | -                                                                              | 0,69                                                                           | 0,44                                                                           | 0,39                                                                           | -                                                                              | 0,63                                                                           | 1,00                                                                           | 0,31                                                                           | 0,30                                                                           | 0,37                                                                           | 0,21                                                                           | 0,27                                                                           | 0,43                                                                           |
| SPR-RSČ                                                                        | -                                                                              | 0,21                                                                           | 0,20                                                                           | 0,18                                                                           | 0,19                                                                           | 0,24                                                                           | 0,27                                                                           | 0,07                                                                           | 0,18                                                                           | 0,09                                                                           | 0,20                                                                           | 0,14                                                                           | 0,17                                                                           | 0,15                                                                           |
| Dohoda pro Ústecký kraj                                                        | -                                                                              | -                                                                              | -                                                                              | -                                                                              | 0,42                                                                           | -                                                                              | -                                                                              | -                                                                              | -                                                                              | -                                                                              | -                                                                              | -                                                                              | -                                                                              | 0,03                                                                           |
| Koalice pro Středočeský kraj                                                   | 3,44                                                                           | -                                                                              | -                                                                              | -                                                                              | -                                                                              | -                                                                              | -                                                                              | -                                                                              | -                                                                              | -                                                                              | -                                                                              | -                                                                              | -                                                                              | 0,46                                                                           |
| Koalice pro Plzeňský kraj                                                      | -                                                                              | -                                                                              | 7,21                                                                           | -                                                                              | -                                                                              | -                                                                              | -                                                                              | -                                                                              | -                                                                              | -                                                                              | -                                                                              | -                                                                              | -                                                                              | 0,44                                                                           |
| Strana důstojného života                                                       | 0,43                                                                           | 0,97                                                                           | 0,55                                                                           | 0,92                                                                           | -                                                                              | 0,85                                                                           | 0,81                                                                           | 0,53                                                                           | 0,62                                                                           | 0,22                                                                           | 0,56                                                                           | 0,37                                                                           | 0,36                                                                           | 0,48                                                                           |
| US-DEU                                                                         | -                                                                              | -                                                                              | -                                                                              | 1,19                                                                           | -                                                                              | -                                                                              | -                                                                              | -                                                                              | -                                                                              | -                                                                              | -                                                                              | -                                                                              | -                                                                              | 0,03                                                                           |
| Balbínova poetická strana                                                      | Balbínova poetická strana                                                      | Balbínova poetická strana                                                      | 0,32                                                                           | -                                                                              | 0,19                                                                           | -                                                                              | -                                                                              | -                                                                              | -                                                                              | -                                                                              | -                                                                              | -                                                                              | -                                                                              | 0,03                                                                           |
| STAROSTOVÉ A NEZ. PRO KRAJ                                                     | STAROSTOVÉ A NEZ. PRO KRAJ                                                     | STAROSTOVÉ A NEZ. PRO KRAJ                                                     | -                                                                              | -                                                                              | -                                                                              | -                                                                              | -                                                                              | -                                                                              | -                                                                              | -                                                                              | -                                                                              | 10,08                                                                          | -                                                                              | 0,66                                                                           |
| Spojení demokraté - sdružení nezávislých                                       | Spojení demokraté - sdružení nezávislých                                       | Spojení demokraté - sdružení nezávislých                                       | 0,24                                                                           | –                                                                              | –                                                                              | –                                                                              | –                                                                              | –                                                                              | –                                                                              | –                                                                              | –                                                                              | –                                                                              | –                                                                              | 0,01                                                                           |
| Pravý blok                                                                     | 0,88                                                                           | 0,73                                                                           | 0,71                                                                           | 0,98                                                                           | 0,50                                                                           | 1,17                                                                           | 1,28                                                                           | 0,83                                                                           | 0,89                                                                           | 0,33                                                                           | 0,54                                                                           | 0,43                                                                           | 0,39                                                                           | 0,68                                                                           |
| NESPOKOJENÍ OBČANÉ!                                                            | NESPOKOJENÍ OBČANÉ!                                                            | NESPOKOJENÍ OBČANÉ!                                                            | -                                                                              | -                                                                              | 1,06                                                                           | -                                                                              | -                                                                              | -                                                                              | -                                                                              | -                                                                              | -                                                                              | -                                                                              | -                                                                              | 0,08                                                                           |
| Demokracie                                                                     | -                                                                              | -                                                                              | -                                                                              | -                                                                              | -                                                                              | -                                                                              | -                                                                              | 0,18                                                                           | -                                                                              | -                                                                              | -                                                                              | -                                                                              | 0,55                                                                           | 0,08                                                                           |
| Dohoda pro Vysočinu                                                            | Dohoda pro Vysočinu                                                            | Dohoda pro Vysočinu                                                            | -                                                                              | -                                                                              | -                                                                              | -                                                                              | -                                                                              | -                                                                              | 2,86                                                                           | -                                                                              | -                                                                              | -                                                                              | -                                                                              | 0,17                                                                           |
| Alternativa 2008                                                               | Alternativa 2008                                                               | Alternativa 2008                                                               | -                                                                              | -                                                                              | -                                                                              | -                                                                              | -                                                                              | -                                                                              | -                                                                              | 0,27                                                                           | -                                                                              | -                                                                              | -                                                                              | 0,03                                                                           |
| ODS                                                                            | 32,81                                                                          | 29,63                                                                          | 26,76                                                                          | 18,08                                                                          | 20,57                                                                          | 22,50                                                                          | 24,33                                                                          | 20,80                                                                          | 21,01                                                                          | 15,88                                                                          | 20,34                                                                          | 21,96                                                                          | 24,90                                                                          | 23,57                                                                          |
| ČSSD                                                                           | 35,16                                                                          | 33,80                                                                          | 36,37                                                                          | 31,39                                                                          | 32,78                                                                          | 26,79                                                                          | 31,94                                                                          | 35,73                                                                          | 39,87                                                                          | 34,84                                                                          | 39,78                                                                          | 35,40                                                                          | 42,63                                                                          | 35,85                                                                          |
| Koalice pro Královéhradecký kraj                                               | Koalice pro Královéhradecký kraj                                               | Koalice pro Královéhradecký kraj                                               | –                                                                              | –                                                                              | –                                                                              | –                                                                              | 7,68                                                                           | –                                                                              | –                                                                              | –                                                                              | –                                                                              | –                                                                              | –                                                                              | 0,47                                                                           |
| Dělnická strana – za zrušení poplatků ve zdravotnictví                         | 1,02                                                                           | 1,20                                                                           | -                                                                              | 1,23                                                                           | 1,19                                                                           | 0,89                                                                           | 1,02                                                                           | 1,28                                                                           | 0,92                                                                           | 0,56                                                                           | 0,82                                                                           | 0,68                                                                           | 1,00                                                                           | 0,90                                                                           |
| Konzervativní koalice                                                          | 0,23                                                                           | -                                                                              | -                                                                              | -                                                                              | 0,11                                                                           | -                                                                              | -                                                                              | 0,11                                                                           | 0,13                                                                           | 0,21                                                                           |                                                                                |                                                                                |                                                                                | 0,08                                                                           |
| Koalice pro Karlovarský kraj                                                   | Koalice pro Karlovarský kraj                                                   | Koalice pro Karlovarský kraj                                                   | -                                                                              | 5,93                                                                           | -                                                                              | -                                                                              | -                                                                              | -                                                                              | -                                                                              | -                                                                              | -                                                                              | -                                                                              | -                                                                              | 0,16                                                                           |
| ALTERNATIVA PRO KRAJ                                                           | ALTERNATIVA PRO KRAJ                                                           | ALTERNATIVA PRO KRAJ                                                           | -                                                                              | 9,94                                                                           | -                                                                              | -                                                                              | -                                                                              | -                                                                              | -                                                                              | -                                                                              | -                                                                              | -                                                                              | -                                                                              | 0,28                                                                           |
| Evropská strana důstojného stáří                                               | Evropská strana důstojného stáří                                               | Evropská strana důstojného stáří                                               | -                                                                              | -                                                                              | 1,76                                                                           | -                                                                              | -                                                                              | -                                                                              | -                                                                              | -                                                                              | -                                                                              | -                                                                              | -                                                                              | 0,16                                                                           |
| Unie pro sport a zdraví                                                        | Unie pro sport a zdraví                                                        | Unie pro sport a zdraví                                                        | -                                                                              | -                                                                              | -                                                                              | 4,40                                                                           | -                                                                              | -                                                                              | -                                                                              | -                                                                              | -                                                                              | -                                                                              | -                                                                              | 0,19                                                                           |
| Koruna česká                                                                   | Koruna česká                                                                   | Koruna česká                                                                   | 0,65                                                                           | -                                                                              | -                                                                              | -                                                                              | -                                                                              | -                                                                              | -                                                                              | -                                                                              | 0,38                                                                           | -                                                                              | -                                                                              | 0,06                                                                           |
| Sdružení pro zdraví, sport a prosperitu                                        | Sdružení pro zdraví, sport a prosperitu                                        | Sdružení pro zdraví, sport a prosperitu                                        | Sdružení pro zdraví, sport a prosperitu                                        | -                                                                              | 3,07                                                                           | -                                                                              | -                                                                              | -                                                                              | -                                                                              | -                                                                              | -                                                                              | -                                                                              | -                                                                              | 0,25                                                                           |
|                                                                                | Středo- český                                                                  | Jiho- český                                                                    | Plzeň- ský                                                                     | Karlo- varský                                                                  | Ústecký                                                                        | Libe- recký                                                                    | Králové- hradecký                                                              | Pardu- bický                                                                   | Vyso- čina                                                                     | Jiho- moravský                                                                 | Olo- moucký                                                                    | Zlín- ský                                                                      | Moravsko- slezský                                                              | ČR                                                                             |

#### Rozdělení mandátů podle krajů
Uvedeni jsou zvolení zastupitelé podle navrhující strany; menší strany jako KDU-ČSL a SNK ED kandidovaly v řadě krajů v koalicích, takže tabulka není přímo srovnatelná s ostatními.
| Rozdělení mandátů v krajích          | Rozdělení mandátů v krajích          | Rozdělení mandátů v krajích          | Rozdělení mandátů v krajích          | Rozdělení mandátů v krajích | Rozdělení mandátů v krajích | Rozdělení mandátů v krajích | Rozdělení mandátů v krajích | Rozdělení mandátů v krajích | Rozdělení mandátů v krajích | Rozdělení mandátů v krajích | Rozdělení mandátů v krajích | Rozdělení mandátů v krajích | Rozdělení mandátů v krajích | Rozdělení mandátů v krajích |
|                                      | Středo- český                        | Jiho- český                          | Plzeň- ský                           | Karlo- varský               | Ústecký                     | Libe- recký                 | Králové- hradecký           | Pardu- bický                | Vyso- čina                  | Jiho- moravský              | Olo- moucký                 | Zlín- ský                   | Moravsko- slezský           | Celkem                      |
| ------------------------------------ | ------------------------------------ | ------------------------------------ | ------------------------------------ | --------------------------- | --------------------------- | --------------------------- | --------------------------- | --------------------------- | --------------------------- | --------------------------- | --------------------------- | --------------------------- | --------------------------- | --------------------------- |
| celkem                               | 65                                   | 55                                   | 45                                   | 45                          | 55                          | 45                          | 45                          | 45                          | 45                          | 65                          | 55                          | 45                          | 65                          | 675                         |
| ČSSD                                 | 26                                   | 22                                   | 19                                   | 16                          | 22                          | 15                          | 18                          | 19                          | 21                          | 26                          | 27                          | 18                          | 31                          | 280                         |
| ODS                                  | 25                                   | 19                                   | 14                                   | 9                           | 13                          | 12                          | 13                          | 11                          | 11                          | 11                          | 13                          | 11                          | 18                          | 180                         |
| KSČM                                 | 10                                   | 10                                   | 9                                    | 8                           | 12                          | 8                           | 7                           | 6                           | 8                           | 10                          | 10                          | 5                           | 11                          | 114                         |
| KDU-ČSL                              | -                                    | 4                                    | 2                                    | 2                           | -                           | -                           | 4                           | 5                           | 5                           | 18                          | 5                           | 6                           | 5                           | 56                          |
| Severočeši.cz                        | Severočeši.cz                        | Severočeši.cz                        | Severočeši.cz                        | -                           | 8                           | -                           | -                           | -                           | -                           | -                           | -                           | -                           | -                           | 8                           |
| Starostové pro Liberecký kraj        | Starostové pro Liberecký kraj        | Starostové pro Liberecký kraj        | Starostové pro Liberecký kraj        | -                           | -                           | 7                           | -                           | -                           | -                           | -                           | -                           | -                           | -                           | 7                           |
| NSK                                  | 4                                    | -                                    | -                                    | -                           | -                           | -                           | -                           | -                           | -                           | -                           | -                           | 3                           | -                           | 7                           |
| SNK ED                               | -                                    | -                                    | 1                                    | -                           | -                           | -                           | 3                           | 2                           | -                           | -                           | -                           | -                           | -                           | 6                           |
| ALTERNATIVA PRO KRAJ                 | ALTERNATIVA PRO KRAJ                 | ALTERNATIVA PRO KRAJ                 | ALTERNATIVA PRO KRAJ                 | 5                           | -                           | -                           | -                           | -                           | -                           | -                           | -                           | -                           | -                           | 5                           |
| Doktoři (za uzdravení společnosti)   | Doktoři (za uzdravení společnosti)   | Doktoři (za uzdravení společnosti)   | Doktoři (za uzdravení společnosti)   | 4                           | -                           | -                           | -                           | -                           | -                           | -                           | -                           | -                           | -                           | 4                           |
| Strana pro otevřenou společnost      | Strana pro otevřenou společnost      | Strana pro otevřenou společnost      | Strana pro otevřenou společnost      | -                           | -                           | 3                           | -                           | -                           | -                           | -                           | -                           | -                           | -                           | 3                           |
| Nestraníci                           | Nestraníci                           | Nestraníci                           | Nestraníci                           | -                           | -                           | -                           | -                           | 2                           | -                           | -                           | -                           | -                           | -                           | 2                           |
| Zlínské hnutí nezávislých            | Zlínské hnutí nezávislých            | Zlínské hnutí nezávislých            | Zlínské hnutí nezávislých            | –                           | -                           | -                           | -                           | -                           | -                           | -                           | -                           | 2                           | -                           | 2                           |
| Hn. nez. za harmon. rozvoj obcí a m. | Hn. nez. za harmon. rozvoj obcí a m. | Hn. nez. za harmon. rozvoj obcí a m. | Hn. nez. za harmon. rozvoj obcí a m. | 1                           | -                           | -                           | -                           | -                           | -                           | -                           | -                           | -                           | -                           | 1                           |

### Středočeský kraj
| Strana                                                 | Hlasů   | %     | PM | %     |
| ------------------------------------------------------ | ------- | ----- | -- | ----- |
| Česká strana sociálně demokratická                     | 139 564 | 35,16 | 26 | 40,00 |
| Občanská demokratická strana                           | 130 242 | 32,81 | 25 | 38,46 |
| Komunistická strana Čech a Moravy                      | 54 594  | 13,75 | 10 | 15,38 |
| Nezávislí starostové pro kraj                          | 22 767  | 5,73  | 4  | 6,15  |
| Koalice pro Středočeský kraj (KDU-ČSL a SNK ED)        | 13 671  | 3,44  | –  | –     |
| Strana zelených                                        | 11 926  | 3,00  | –  | –     |
| STŘEDOČEŠI (US-DEU, SOS a KAN)                         | 6 511   | 2,58  | –  | –     |
| Dělnická strana – za zrušení poplatků ve zdravotnictví | 4 070   | 1,02  | –  | –     |
| ostatní                                                |         | <1    | –  | –     |
| celkem (účast 42,14 %)                                 | 396 873 |       | 65 |       |

| ČSSD · ČSSD · ČSSD · ČSSD · ČSSD · ČSSD · ČSSD · ČSSD · ČSSD · ČSSD · ČSSD · ČSSD · ČSSD · ČSSD · ČSSD · ČSSD · ČSSD · ČSSD · ČSSD · ČSSD · ČSSD · ČSSD · ČSSD · ČSSD · ČSSD · ČSSD | ODS · ODS · ODS · ODS · ODS · ODS · ODS · ODS · ODS · ODS · ODS · ODS · ODS · ODS · ODS · ODS · ODS · ODS · ODS · ODS · ODS · ODS · ODS · ODS · ODS | KSČM · KSČM · KSČM · KSČM · KSČM · KSČM · KSČM · KSČM · KSČM · KSČM | NSK · NSK · NSK · NSK |

### Jihočeský kraj
| Strana                                                 | Hlasů   | %     | PM | %     |
| ------------------------------------------------------ | ------- | ----- | -- | ----- |
| Česká strana sociálně demokratická                     | 68 856  | 33,80 | 22 | 40,00 |
| Občanská demokratická strana                           | 60 349  | 29,63 | 19 | 34,55 |
| Komunistická strana Čech a Moravy                      | 32 484  | 15,94 | 10 | 18,18 |
| KDU-ČSL                                                | 14 170  | 6,95  | 4  | 7,27  |
| SNK Evropští demokraté                                 | 10 024  | 4,92  | –  | –     |
| Strana zelených                                        | 6 940   | 3,40  | –  | –     |
| Doktoři (za uzdravení společnosti)                     | 2 996   | 1,47  | –  | –     |
| Dělnická strana – za zrušení poplatků ve zdravotnictví | 2 454   | 1,20  | –  | –     |
| ostatní                                                |         | <1    | –  | –     |
| celkem (účast 40,78 %)                                 | 203 664 |       | 55 |       |

| ČSSD · ČSSD · ČSSD · ČSSD · ČSSD · ČSSD · ČSSD · ČSSD · ČSSD · ČSSD · ČSSD · ČSSD · ČSSD · ČSSD · ČSSD · ČSSD · ČSSD · ČSSD · ČSSD · ČSSD · ČSSD · ČSSD | ODS · ODS · ODS · ODS · ODS · ODS · ODS · ODS · ODS · ODS · ODS · ODS · ODS · ODS · ODS · ODS · ODS · ODS · ODS | KSČM · KSČM · KSČM · KSČM · KSČM · KSČM · KSČM · KSČM · KSČM · KSČM | KDU-ČSL · KDU-ČSL · KDU-ČSL · KDU-ČSL |

### Plzeňský kraj
| Strana                                       | Hlasů   | %     | PM | %     |
| -------------------------------------------- | ------- | ----- | -- | ----- |
| Česká strana sociálně demokratická           | 65 066  | 36,37 | 19 | 42,22 |
| Občanská demokratická strana                 | 47 879  | 26,76 | 14 | 31,11 |
| Komunistická strana Čech a Moravy            | 31 369  | 17,53 | 9  | 20,00 |
| Koalice pro Plzeňský kraj (KDU-ČSL a SNK ED) | 12 899  | 7,21  | 3  | 6,67  |
| Strana zelených                              | 6 826   | 3,81  | –  | –     |
| Strana pro otevřenou společnost              | 2 869   | 1,60  | –  | –     |
| Dělnická strana – NE americkému radaru!      | 2 639   | 1,47  | –  | –     |
| NEZÁVISLÍ DEMOKRATÉ                          | 2 075   | 1,16  | –  | –     |
| ostatní                                      |         | <1    | –  | –     |
| celkem (účast 40,28 %)                       | 178 865 |       | 45 |       |

| ČSSD · ČSSD · ČSSD · ČSSD · ČSSD · ČSSD · ČSSD · ČSSD · ČSSD · ČSSD · ČSSD · ČSSD · ČSSD · ČSSD · ČSSD · ČSSD · ČSSD · ČSSD · ČSSD | ODS · ODS · ODS · ODS · ODS · ODS · ODS · ODS · ODS · ODS · ODS · ODS · ODS · ODS | KSČM · KSČM · KSČM · KSČM · KSČM · KSČM · KSČM · KSČM · KSČM | Koalice pro Plzeňský kraj · Koalice pro Plzeňský kraj · Koalice pro Plzeňský kraj |

### Karlovarský kraj
| Strana                                                 | Hlasů  | %     | PM | %     |
| ------------------------------------------------------ | ------ | ----- | -- | ----- |
| Česká strana sociálně demokratická                     | 25 977 | 31,39 | 16 | 35,56 |
| Občanská demokratická strana                           | 14 967 | 18,08 | 9  | 20,00 |
| Komunistická strana Čech a Moravy                      | 14 443 | 17,45 | 8  | 17,78 |
| "ALTERNATIVA PRO KRAJ"                                 | 8 228  | 9,94  | 5  | 11,11 |
| Doktoři (za uzdravení společnosti)                     | 7 918  | 9,56  | 4  | 8,89  |
| Koalice pro Karlovarský kraj (KDU-ČSL a HNHRM)         | 4 909  | 5,93  | 3  | 6,67  |
| Strana zelených                                        | 2 185  | 2,64  | –  | –     |
| Dělnická strana – za zrušení poplatků ve zdravotnictví | 1 019  | 1,23  | –  | –     |
| Unie svobody - Demokratická unie                       | 985    | 1,19  | –  | –     |
| ostatní                                                |        | <1    | –  | –     |
| celkem (účast 35,01 %)                                 | 82 742 |       | 45 |       |

| ČSSD · ČSSD · ČSSD · ČSSD · ČSSD · ČSSD · ČSSD · ČSSD · ČSSD · ČSSD · ČSSD · ČSSD · ČSSD · ČSSD · ČSSD · ČSSD | ODS · ODS · ODS · ODS · ODS · ODS · ODS · ODS · ODS | KSČM · KSČM · KSČM · KSČM · KSČM · KSČM · KSČM · KSČM | ALTERNATIVA PRO KRAJ · ALTERNATIVA PRO KRAJ · ALTERNATIVA PRO KRAJ · ALTERNATIVA PRO KRAJ · ALTERNATIVA PRO KRAJ | Doktoři (za uzdravení společnosti) · Doktoři (za uzdravení společnosti) · Doktoři (za uzdravení společnosti) · Doktoři (za uzdravení společnosti) | Koalice pro Plzeňský kraj · Koalice pro Plzeňský kraj · Koalice pro Plzeňský kraj |

### Ústecký kraj
| Strana                                                 | Hlasů   | %     | PM | %     |
| ------------------------------------------------------ | ------- | ----- | -- | ----- |
| Česká strana sociálně demokratická                     | 79 219  | 32,78 | 22 | 40,00 |
| Občanská demokratická strana                           | 49 715  | 20,57 | 13 | 23,64 |
| Komunistická strana Čech a Moravy                      | 44 459  | 18,39 | 12 | 21,82 |
| Severočeši.cz                                          | 31 910  | 13,20 | 8  | 14,55 |
| Strana zelených                                        | 10 374  | 4,29  | –  | –     |
| Sdružení pro zdraví, sport a prosperitu                | 7 431   | 3,07  | –  | –     |
| Evropská strana důstojného stáří                       | 4 269   | 1,76  | –  | –     |
| SNK Evropští demokraté                                 | 3 740   | 1,54  | –  | –     |
| Dělnická strana – za zrušení poplatků ve zdravotnictví | 2 881   | 1,19  | –  | –     |
| NESPOKOJENÍ OBČANÉ!                                    | 2 571   | 1,06  | –  | –     |
| 7 ostatních                                            |         | <1    | –  | –     |
| celkem (účast 37,44 %)                                 | 241 643 |       | 55 |       |

| ČSSD · ČSSD · ČSSD · ČSSD · ČSSD · ČSSD · ČSSD · ČSSD · ČSSD · ČSSD · ČSSD · ČSSD · ČSSD · ČSSD · ČSSD · ČSSD · ČSSD · ČSSD · ČSSD · ČSSD · ČSSD · ČSSD | ODS · ODS · ODS · ODS · ODS · ODS · ODS · ODS · ODS · ODS · ODS · ODS · ODS | KSČM · KSČM · KSČM · KSČM · KSČM · KSČM · KSČM · KSČM · KSČM · KSČM · KSČM · KSČM | Severočeši.cz · Severočeši.cz · Severočeši.cz · Severočeši.cz · Severočeši.cz · Severočeši.cz · Severočeši.cz · Severočeši.cz |

### Liberecký kraj
| Strana                                        | Hlasů   | %     | PM | %     |
| --------------------------------------------- | ------- | ----- | -- | ----- |
| Česká strana sociálně demokratická            | 34 749  | 26,79 | 15 | 33,33 |
| Občanská demokratická strana                  | 29 187  | 22,50 | 12 | 26,67 |
| Komunistická strana Čech a Moravy             | 18 018  | 13,89 | 8  | 17,78 |
| Starostové pro Liberecký kraj                 | 17 878  | 13,78 | 7  | 15,56 |
| Strana pro otevřenou společnost               | 7 937   | 6,12  | 3  | 6,67  |
| Strana zelených                               | 6 415   | 4,94  | –  | –     |
| Unie pro sport a zdraví                       | 5 711   | 4,40  | –  | –     |
| Koalice pro Liberecký kraj (KDU-ČSL a SNK ED) | 4 984   | 3,84  | –  | –     |
| Volte Pravý Blok - www.cibulka.net            | 1 522   | 1,17  | –  | –     |
| ostatní                                       |         | <1    | –  | –     |
| celkem (účast 38,08 %)                        | 129 668 |       | 45 |       |

| ČSSD · ČSSD · ČSSD · ČSSD · ČSSD · ČSSD · ČSSD · ČSSD · ČSSD · ČSSD · ČSSD · ČSSD · ČSSD · ČSSD · ČSSD | ODS · ODS · ODS · ODS · ODS · ODS · ODS · ODS · ODS · ODS · ODS · ODS | KSČM · KSČM · KSČM · KSČM · KSČM · KSČM · KSČM · KSČM | SLK · SLK · SLK · SLK · SLK · SLK · SLK | SOS · SOS · SOS |

### Královéhradecký kraj
| Strana                                                  | Hlasů   | %     | PM | %     |
| ------------------------------------------------------- | ------- | ----- | -- | ----- |
| Česká strana sociálně demokratická                      | 57 351  | 31,94 | 18 | 40,00 |
| Občanská demokratická strana                            | 43 688  | 24,33 | 13 | 28,89 |
| Komunistická strana Čech a Moravy                       | 24 189  | 13,47 | 7  | 15,56 |
| Koalice pro Královéhradecký kraj (KDU-ČSL a Nestraníci) | 13 794  | 7,68  | 4  | 8,89  |
| SNK Evropští demokraté                                  | 10 824  | 6,02  | 3  | 6,67  |
| Volba pro kraj (SOS a Volba pro město)                  | 8 899   | 4,95  | –  | –     |
| Strana zelených                                         | 7 133   | 3,97  | –  | –     |
| NEZÁVISLÍ                                               | 6 403   | 3,56  | –  | –     |
| Volte Pravý Blok - www.cibulka.net                      | 2 304   | 1,28  | –  | –     |
| Dělnická strana – za zrušení poplatků ve zdravotnictví  | 1 838   | 1,02  | –  | –     |
| ostatní                                                 |         | <1    | –  | –     |
| celkem (účast 41,72 %)                                  | 179 522 |       | 45 |       |

| ČSSD · ČSSD · ČSSD · ČSSD · ČSSD · ČSSD · ČSSD · ČSSD · ČSSD · ČSSD · ČSSD · ČSSD · ČSSD · ČSSD · ČSSD · ČSSD · ČSSD · ČSSD | ODS · ODS · ODS · ODS · ODS · ODS · ODS · ODS · ODS · ODS · ODS · ODS · ODS | KSČM · KSČM · KSČM · KSČM · KSČM · KSČM · KSČM | Koalice pro Královéhradecký kraj · Koalice pro Královéhradecký kraj · Koalice pro Královéhradecký kraj · Koalice pro Královéhradecký kraj | SNK ED · SNK ED · SNK ED |

### Pardubický kraj
| Strana                                                      | Hlasů   | %     | PM | %     |
| ----------------------------------------------------------- | ------- | ----- | -- | ----- |
| Česká strana sociálně demokratická                          | 61 900  | 35,73 | 19 | 42,22 |
| Občanská demokratická strana                                | 36 042  | 20,80 | 11 | 24,44 |
| Koalice pro Pardubický kraj ( KDU-ČSL, SNK ED a Nestraníci) | 32 219  | 18,59 | 9  | 20,00 |
| Komunistická strana Čech a Moravy                           | 22 524  | 13,00 | 6  | 13,33 |
| Nezávislí starostové pro kraj                               | 6 342   | 3,66  | –  | –     |
| Strana zelených                                             | 4 168   | 2,40  | –  | –     |
| Dělnická strana – za zrušení poplatků ve zdravotnictví      | 2 229   | 1,28  | –  | –     |
| Strana drobných živnostníků a podnikatelů                   | 2 092   | 1,20  | –  | –     |
| Strana zdravého rozumu                                      | 1 737   | 1,00  | –  | –     |
| ostatní                                                     |         | <1    | –  | –     |
| celkem (účast 42,61 %)                                      | 173 233 |       | 45 |       |

| ČSSD · ČSSD · ČSSD · ČSSD · ČSSD · ČSSD · ČSSD · ČSSD · ČSSD · ČSSD · ČSSD · ČSSD · ČSSD · ČSSD · ČSSD · ČSSD · ČSSD · ČSSD · ČSSD | ODS · ODS · ODS · ODS · ODS · ODS · ODS · ODS · ODS · ODS · ODS | Koalice pro Pardubický kraj · Koalice pro Pardubický kraj · Koalice pro Pardubický kraj · Koalice pro Pardubický kraj · Koalice pro Pardubický kraj · Koalice pro Pardubický kraj · Koalice pro Pardubický kraj · Koalice pro Pardubický kraj · Koalice pro Pardubický kraj | KSČM · KSČM · KSČM · KSČM · KSČM · KSČM |

### Vysočina
| Strana                                                                | Hlasů   | %     | PM | %     |
| --------------------------------------------------------------------- | ------- | ----- | -- | ----- |
| Česká strana sociálně demokratická                                    | 72 004  | 39,87 | 21 | 46,67 |
| Občanská demokratická strana                                          | 37 946  | 21,01 | 11 | 24,44 |
| Komunistická strana Čech a Moravy                                     | 28 394  | 15,72 | 8  | 17,78 |
| Křesťanská a demokratická unie - Československá strana lidová         | 19 534  | 10,81 | 5  | 11,11 |
| SNK Evropští demokraté                                                | 6 847   | 3,79  | –  | –     |
| DOHODA pro Vysočinu (US-DEU, Aktiv nezávislých občanů a Strana práce) | 5 164   | 2,86  | –  | –     |
| Strana zelených                                                       | 4 795   | 2,65  | –  | –     |
| ostatní                                                               |         | <1    | –  | –     |
| celkem (účast 44,88 %)                                                | 180 556 |       | 45 |       |

| ČSSD · ČSSD · ČSSD · ČSSD · ČSSD · ČSSD · ČSSD · ČSSD · ČSSD · ČSSD · ČSSD · ČSSD · ČSSD · ČSSD · ČSSD · ČSSD · ČSSD · ČSSD · ČSSD · ČSSD · ČSSD | ODS · ODS · ODS · ODS · ODS · ODS · ODS · ODS · ODS · ODS · ODS | KSČM · KSČM · KSČM · KSČM · KSČM · KSČM · KSČM · KSČM | KDU-ČSL · KDU-ČSL · KDU-ČSL · KDU-ČSL · KDU-ČSL |

### Jihomoravský kraj
| Strana                                                        | Hlasů   | %     | PM | %     |
| ------------------------------------------------------------- | ------- | ----- | -- | ----- |
| Česká strana sociálně demokratická                            | 131 615 | 34,84 | 26 | 40,00 |
| Křesťanská a demokratická unie - Československá strana lidová | 90 254  | 23,89 | 18 | 27,69 |
| Občanská demokratická strana                                  | 60 005  | 15,88 | 11 | 16,92 |
| Komunistická strana Čech a Moravy                             | 54 443  | 14,41 | 10 | 15,38 |
| Strana zelených                                               | 13 761  | 3,64  | –  | –     |
| NEZÁVISLÍ                                                     | 7 163   | 1,89  | –  | –     |
| SNK Evropští demokraté                                        | 5 284   | 1,39  | –  | –     |
| ostatní                                                       |         | <1    | –  | –     |
| celkem (účast 41,05 %)                                        | 377 706 |       | 65 |       |

| ČSSD · ČSSD · ČSSD · ČSSD · ČSSD · ČSSD · ČSSD · ČSSD · ČSSD · ČSSD · ČSSD · ČSSD · ČSSD · ČSSD · ČSSD · ČSSD · ČSSD · ČSSD · ČSSD · ČSSD · ČSSD · ČSSD · ČSSD · ČSSD · ČSSD · ČSSD | KDU-ČSL · KDU-ČSL · KDU-ČSL · KDU-ČSL · KDU-ČSL · KDU-ČSL · KDU-ČSL · KDU-ČSL · KDU-ČSL · KDU-ČSL · KDU-ČSL · KDU-ČSL · KDU-ČSL · KDU-ČSL · KDU-ČSL · KDU-ČSL · KDU-ČSL · KDU-ČSL | ODS · ODS · ODS · ODS · ODS · ODS · ODS · ODS · ODS · ODS · ODS | KSČM · KSČM · KSČM · KSČM · KSČM · KSČM · KSČM · KSČM · KSČM · KSČM |

### Olomoucký kraj
| Strana                                                        | Hlasů   | %     | PM | %     |
| ------------------------------------------------------------- | ------- | ----- | -- | ----- |
| Česká strana sociálně demokratická                            | 77 556  | 39,78 | 27 | 49,09 |
| Občanská demokratická strana                                  | 39 656  | 20,34 | 13 | 23,64 |
| Komunistická strana Čech a Moravy                             | 30 809  | 15,08 | 10 | 18,18 |
| Křesťanská a demokratická unie - Československá strana lidová | 17 076  | 8,75  | 5  | 9,09  |
| Nezávislí starostové pro kraj                                 | 6 475   | 3,32  | –  | –     |
| Šance pro náš kraj (SNK ED, SOS a US-DEU)                     | 6 251   | 3,20  | –  | –     |
| Strana zelených                                               | 5 341   | 2,73  | –  | –     |
| NEZÁVISLÍ                                                     | 4 313   | 2,21  | –  | –     |
| ostatní                                                       |         | <1    | –  | –     |
| celkem (účast 38,50 %)                                        | 194 946 |       | 55 |       |

| ČSSD · ČSSD · ČSSD · ČSSD · ČSSD · ČSSD · ČSSD · ČSSD · ČSSD · ČSSD · ČSSD · ČSSD · ČSSD · ČSSD · ČSSD · ČSSD · ČSSD · ČSSD · ČSSD · ČSSD · ČSSD · ČSSD · ČSSD · ČSSD · ČSSD · ČSSD · ČSSD | ODS · ODS · ODS · ODS · ODS · ODS · ODS · ODS · ODS · ODS · ODS · ODS · ODS | KSČM · KSČM · KSČM · KSČM · KSČM · KSČM · KSČM · KSČM · KSČM · KSČM | KDU-ČSL · KDU-ČSL · KDU-ČSL · KDU-ČSL · KDU-ČSL |

### Zlínský kraj
| Strana                                                                    | Hlasů   | %     | PM | %     |
| ------------------------------------------------------------------------- | ------- | ----- | -- | ----- |
| Česká strana sociálně demokratická                                        | 68 452  | 35,40 | 18 | 40,00 |
| Občanská demokratická strana                                              | 42 460  | 21,96 | 11 | 24,44 |
| Křesťanská a demokratická unie - Československá strana lidová             | 25 824  | 13,35 | 6  | 13,33 |
| Komunistická strana Čech a Moravy                                         | 21 626  | 11,18 | 5  | 11,11 |
| STAROSTOVÉ A NEZÁVISLÍ PRO ZLÍNSKÝ KRAJ (NSK a Zlínské hnutí nezávislých) | 19 505  | 10,08 | 5  | 11,11 |
| Koalice nestraníků (Sdružení nestraníků a Nestraníci)                     | 6 149   | 3,18  | –  | –     |
| Strana zelených                                                           | 4 020   | 2,07  | –  | –     |
| ostatní                                                                   |         | <1    | –  | –     |
| celkem (účast 41,13 %)                                                    | 193 328 |       | 45 |       |

| ČSSD · ČSSD · ČSSD · ČSSD · ČSSD · ČSSD · ČSSD · ČSSD · ČSSD · ČSSD · ČSSD · ČSSD · ČSSD · ČSSD · ČSSD · ČSSD · ČSSD · ČSSD | ODS · ODS · ODS · ODS · ODS · ODS · ODS · ODS · ODS · ODS · ODS | KDU-ČSL · KDU-ČSL · KDU-ČSL · KDU-ČSL · KDU-ČSL · KDU-ČSL | KSČM · KSČM · KSČM · KSČM · KSČM | NSK a ZHN · NSK a ZHN · NSK a ZHN · NSK a ZHN · NSK a ZHN |

### Moravskoslezský kraj
| Strana                                                        | Hlasů   | %     | PM | %     |
| ------------------------------------------------------------- | ------- | ----- | -- | ----- |
| Česká strana sociálně demokratická                            | 162 410 | 42,63 | 31 | 47,69 |
| Občanská demokratická strana                                  | 94 869  | 24,90 | 18 | 27,69 |
| Komunistická strana Čech a Moravy                             | 60 672  | 15,92 | 11 | 16,92 |
| Křesťanská a demokratická unie - Československá strana lidová | 27 053  | 7,10  | 5  | 7,69  |
| Osobnosti kraje (SNK ED a Coexistentia)                       | 11 289  | 2,96  | –  | –     |
| Strana zelených                                               | 8 173   | 2,14  | –  | –     |
| Dělnická strana – za zrušení poplatků ve zdravotnictví        | 3 833   | 1,00  | –  | –     |
| ostatní                                                       |         | <1    | –  | –     |
| celkem (účast 38,60 %)                                        | 380 896 |       | 65 |       |

| ČSSD · ČSSD · ČSSD · ČSSD · ČSSD · ČSSD · ČSSD · ČSSD · ČSSD · ČSSD · ČSSD · ČSSD · ČSSD · ČSSD · ČSSD · ČSSD · ČSSD · ČSSD · ČSSD · ČSSD · ČSSD · ČSSD · ČSSD · ČSSD · ČSSD · ČSSD · ČSSD · ČSSD · ČSSD · ČSSD · ČSSD | ODS · ODS · ODS · ODS · ODS · ODS · ODS · ODS · ODS · ODS · ODS · ODS · ODS · ODS · ODS · ODS · ODS · ODS | KSČM · KSČM · KSČM · KSČM · KSČM · KSČM · KSČM · KSČM · KSČM · KSČM · KSČM | KDU-ČSL · KDU-ČSL · KDU-ČSL · KDU-ČSL · KDU-ČSL |